# Indianópolis
Ne doit pas être confondu avec Indianapolis.
Indianópolis est une municipalité brésilienne de l'État du Minas Gerais et la microrégion d'Uberlândia.